# 1946년 한성시정대항축구대회
1946년 한성시정대항축구대회는 한성시정대항축구대회의 1946년 시즌 축구 대회이다. 1946년 3월 30일부터 4월 2일까지 미군정 조선 경기도 경성부에 있는 서울운동장에서 개최되었다.

## 경기장
| 경기장     | 도시 | 좌석 | 수용 | 비고 |
| ---------- | ---- | ---- | ---- | ---- |
| 서울운동장 | 경성 |      |      |      |

## 축구단
| 축구단              | 도시 | 첫 참가 | 횟수 | 비고     |
| ------------------- | ---- | ------- | ---- | -------- |
| 고시정 축구단       | 경성 | 1946    | 1    | 중구     |
| 본동정 축구단       | 경성 | 1946    | 1    | 영등포구 |
| 상왕십리서정 축구단 | 경성 | 1946    | 1    | 성동구   |
| 서강정 축구단       | 경성 | 1946    | 1    | 마포구   |
| 서빙고정 축구단     | 경성 | 1946    | 1    | 용산구   |
| 염리정 축구단       | 경성 | 1946    | 1    | 마포구   |
| 서대문정 축구단     | 경성 | 1946    | 1    | 서대문구 |
| 영등포서부정 축구단 | 경성 | 1946    | 1    | 영등포구 |
| 이문정 축구단       | 경성 | 1946    | 1    | 동대문구 |
| 이태원중부정 축구단 | 경성 | 1946    | 1    | 용산구   |
| 장곡청정 축구단     | 경성 | 1946    | 1    | 중구     |
| 창신정 축구단       | 경성 | 1946    | 1    | 동대문구 |
| 행당정 축구단       | 경성 | 1946    | 1    | 성동구   |

## 경기 결과
|  | 1라운드             | 1라운드             |                     |      | 8강 | 8강 |  |  | 4강 | 4강 |  |  | 결승 | 결승 |
|  |                     |                     |                     |      |     |     |  |  |     |     |  |  |      |      |
|  |                     |                     |                     |      |     |     |  |  |     |     |  |  |      |      |
|  |                     |                     |                     |      |     |     |  |  |     |     |  |  |      |      |
|  |                     |                     |                     |      |     |     |  |  |     |     |  |  |      |      |
|  | 4월 1일 - 경성      |                     |                     |      |     |     |  |  |     |     |  |  |      |      |
|  |                     |                     |                     |      |     |     |  |  |     |     |  |  |      |      |
|  | 고시정 축구단       | 3                   |                     |      |     |     |  |  |     |     |  |  |      |      |
|  | 고시정 축구단       | 3                   |                     |      |     |     |  |  |     |     |  |  |      |      |
|  |                     |                     | 서강정 축구단       | 1    |     |     |  |  |     |     |  |  |      |      |
|  |                     |                     | 서강정 축구단       | 1    |     |     |  |  |     |     |  |  |      |      |
|  |                     |                     | 4월 2일 - 경성      |      |     |     |  |  |     |     |  |  |      |      |
|  |                     |                     |                     |      |     |     |  |  |     |     |  |  |      |      |
|  | 고시정 축구단       | 2                   |                     |      |     |     |  |  |     |     |  |  |      |      |
|  | 고시정 축구단       | 2                   | 3월 30일 - 경성     |      |     |     |  |  |     |     |  |  |      |      |
|  |                     | 이문정 축구단       | 1                   |      |     |     |  |  |     |     |  |  |      |      |
|  | 이문정 축구단       | 이문정 축구단       | 1                   | 3    |     |     |  |  |     |     |  |  |      |      |
|  | 이문정 축구단       | 4월 1일 - 경성      |                     | 3    |     |     |  |  |     |     |  |  |      |      |
|  | 본동정 축구단       | 1                   |                     |      |     |     |  |  |     |     |  |  |      |      |
|  | 본동정 축구단       | 1                   | 이문정 축구단       | 1    |     |     |  |  |     |     |  |  |      |      |
|  | 3월 30일 - 경성     |                     | 이문정 축구단       | 1    |     |     |  |  |     |     |  |  |      |      |
|  |                     | 이태원중부정 축구단 | 1                   |      |     |     |  |  |     |     |  |  |      |      |
|  | 상왕십리서정 축구단 | 이태원중부정 축구단 | 1                   | 0    |     |     |  |  |     |     |  |  |      |      |
|  | 상왕십리서정 축구단 |                     | 4월 2일 - 경성      | 0    |     |     |  |  |     |     |  |  |      |      |
|  | 이태원중부정 축구단 | 2                   |                     |      |     |     |  |  |     |     |  |  |      |      |
|  | 이태원중부정 축구단 | 2                   | 영등포서부정 축구단 | 3    |     |     |  |  |     |     |  |  |      |      |
|  | 3월 30일 - 경성     |                     | 영등포서부정 축구단 | 3    |     |     |  |  |     |     |  |  |      |      |
|  |                     | 고시정 축구단       | 1                   |      |     |     |  |  |     |     |  |  |      |      |
|  | 서대문정 축구단     | 고시정 축구단       | 1                   | 기권 |     |     |  |  |     |     |  |  |      |      |
|  | 서대문정 축구단     | 4월 1일 - 경성      |                     | 기권 |     |     |  |  |     |     |  |  |      |      |
|  | 영등포서부정 축구단 | 승                  |                     |      |     |     |  |  |     |     |  |  |      |      |
|  | 영등포서부정 축구단 | 승                  | 영등포서부정 축구단 | 0    |     |     |  |  |     |     |  |  |      |      |
|  | 3월 30일 - 경성     |                     | 영등포서부정 축구단 | 0    |     |     |  |  |     |     |  |  |      |      |
|  |                     | 염리정 축구단       | 1                   |      |     |     |  |  |     |     |  |  |      |      |
|  | 염리정 축구단       | 염리정 축구단       | 1                   | 3    |     |     |  |  |     |     |  |  |      |      |
|  | 염리정 축구단       |                     | 4월 2일 - 경성      | 3    |     |     |  |  |     |     |  |  |      |      |
|  | 창신정 축구단       | 2                   |                     |      |     |     |  |  |     |     |  |  |      |      |
|  | 창신정 축구단       | 2                   | 영등포서부정 축구단 | 1    |     |     |  |  |     |     |  |  |      |      |
|  |                     |                     | 영등포서부정 축구단 | 1    |     |     |  |  |     |     |  |  |      |      |
|  |                     | 행당정 축구단       | 0                   |      |     |     |  |  |     |     |  |  |      |      |
|  |                     | 행당정 축구단       | 0                   |      |     |     |  |  |     |     |  |  |      |      |
|  | 4월 1일 - 경성      |                     |                     |      |     |     |  |  |     |     |  |  |      |      |
|  |                     |                     |                     |      |     |     |  |  |     |     |  |  |      |      |
|  | 장곡청정 축구단     | 0                   |                     |      |     |     |  |  |     |     |  |  |      |      |
|  | 장곡청정 축구단     | 0                   |                     |      |     |     |  |  |     |     |  |  |      |      |
|  |                     |                     | 행당정 축구단       | 3    |     |     |  |  |     |     |  |  |      |      |
|  |                     |                     | 행당정 축구단       | 3    |     |     |  |  |     |     |  |  |      |      |
|  |                     |                     |                     |      |     |     |  |  |     |     |  |  |      |      |
|  |                     |                     |                     |      |     |     |  |  |     |     |  |  |      |      |
|  |                     |                     |                     |      |     |     |  |  |     |     |  |  |      |      |

1946년 3월 30일에 진행된 이문정 축구단과 본동정 축구단 간의 1라운드 첫 번째 경기는 이문정 축구단이 3:1로 이기며 다음 라운드에 진출했고, 상왕십리서정 축구단과 이태원중부정 축구단 간의 1라운드 두 번째 경기는 이태원중부정 축구단이 2:0으로 이기며 다음 라운드에 진출했다. 서대문정 축구단과 영등포서부정 축구단 간의 1라운드 세 번째 경기는 영등포서부정 축구단이 기권승하여 다음 라운드에 진출했다. 염리정 축구단과 창신정 축구단 간의 1라운드 네 번째 경기는 연장 접전 끝에 염리정 축구단이 3:2로 이기며 다음 라운드에 진출했고, 서빙고정 축구단과 행당정 축구단 간의 1라운드 다섯 번째 경기는 행당정 축구단이 1:0으로 이기며 다음 라운드에 진출했다.
1946년 4월 1일에 진행된 고시정 축구단과 서강정 축구단 간의 8강 첫 번째 경기는 고시정 축구단이 3:1로 이기며 4강에 진출했고, 장곡청정 축구단과 행당정 축구단 간의 8강 두 번째 경기는 행당정 축구단이 3:0으로 이기며 4강에 진출했다. 이문정 축구단과 이태원중부정 축구단 간의 8강 세 번째 경기는 1:1로 비긴 후 연장전에도 승부가 나지 않자 추첨을 통해 이문정 축구단이 다음 라운드에 진출하게 되었고, 영등포서부정 축구단과 염리정 축구단 간의 8강 네 번째 경기는 영등포서부정 축구단이 4:0으로 이기며 4강에 진출했다.
1946년 4월 2일에 진행된 고시정 축구단과 이문정 축구단 간의 4강 첫 번째 경기는 고시정 축구단이 2:1로 이기며 결승에 진출했고, 영등포서부정 축구단과 행당정 축구단 간의 4강 두 번째 경기는 영등포서부정 축구단이 1:0으로 이기며 결승에 진출했다.
1946년 4월 2일에 진행된 영등포서부정 축구단과 고시정 축구단 간의 결승 경기는 영등포서부정 축구단이 3:1로 이기며 우승을 차지했다.

## 참고 문헌
- 《대한체육회 50년》. 대한체육회. 1970. 2020년 11월 8일에 원본 문서에서 보존된 문서. 2022년 11월 5일에 확인함.
- 《대한체육회 70년사》. 대한체육회. 1990. 2020년 11월 8일에 원본 문서에서 보존된 문서. 2022년 11월 5일에 확인함.
- 《대한체육회 90년사》. 대한체육회. 2011. 2020년 11월 8일에 원본 문서에서 보존된 문서. 2022년 11월 5일에 확인함.
- 대한체육회 100주년 기념사업부 (2020). 《대한민국 체육 100년》. 대한체육회.
- 《대한민국 체육 100년 Ⅰ 통사 (민족과 함께 한 대한민국 체육 100년)》. 대한체육회. 2020.
- 《대한민국 체육 100년 Ⅱ 민족의 구심체, 조선체육회 (1920~1945)》. 대한체육회. 2020.
- 《대한민국 체육 100년 Ⅲ 세계를 향한 도전 (1945~1980)》. 대한체육회. 2020.
- 《대한민국 체육 100년 Ⅳ 스포츠로 꽃피운 대한민국 (1981~2000)》. 대한체육회. 2020.
- 《대한민국 체육 100년 Ⅴ 스포츠강국을 넘어 선진국으로(2001~2020)》. 대한체육회. 2020.
- 《韓國蹴球百年史(한국축구백년사)》. 대한축구협회. 1986.
- “第一回漢城市町對抗蹴銶大會(제일회한성시정대항축구대회) 社(사)·漢城市後援(한성시후원)”. 조선일보. 1946년 3월 13일.
- “第一回漢城市町對抗蹴球大會(제일회한성시정대항축구대회)”. 조선일보. 1946년 3월 16일.
- “第一回(제일회) 漢城市町對抗蹴球大會(한성시정대항축구대회)”. 조선일보. 1946년 3월 20일.
- “내마을의名譽(명예)를걸머진 可對抗(가대항) 蹴球大會開幕(축구대회개막)”. 조선일보. 1946년 3월 30일.
- “第一回漢需市町對抗蹴球大會(제일회한수시정대항축구대회) 第一日經過(제일일경과)”. 조선일보. 1946년 3월 31일.
- “今日(금일)의運動(운동)”. 조선일보. 1946년 4월 2일.
- “前日(전일)의倍加(배가)된人氣(인기)속에 漢城市町蹴球大會(한성시정축구대회)”. 조선일보. 1946년 4월 2일.
- “占市町(점시정)을擊破(격파)코 永登浦優勝(영등포우승)”. 조선일보. 1946년 4월 3일.
- “사진은 정대항축구에우승한영등포구”. 조선일보. 1946년 4월 3일.